# German Open 1989
Die German Open 1989 im Badminton fanden im Oktober 1989 in Düsseldorf statt. Die Finalspiele wurden am 8. Oktober 1989 ausgetragen. Das Preisgeld betrug 35.000 US-Dollar.

## Sieger und Platzierte
| Disziplin    | Gold                                 | Silber                       | Bronze                                |
| ------------ | ------------------------------------ | ---------------------------- | ------------------------------------- |
| Herreneinzel | Morten Frost                         | Steve Baddeley               | Alan Budikusuma                       |
| Herreneinzel | Morten Frost                         | Steve Baddeley               | Sompol Kukasemkij                     |
| Dameneinzel  | Helen Troke                          | Pernille Nedergaard          | Astrid van der Knaap                  |
| Dameneinzel  | Helen Troke                          | Pernille Nedergaard          | Sarwendah Kusumawardhani              |
| Herrendoppel | Jan Paulsen Henrik Svarrer           | Max Gandrup Thomas Lund      | Steen Fladberg Jesper Knudsen         |
| Herrendoppel | Jan Paulsen Henrik Svarrer           | Max Gandrup Thomas Lund      | Jan-Eric Antonsson Pär-Gunnar Jönsson |
| Damendoppel  | Erma Sulistianingsih Rosiana Tendean | Gillian Clark Gillian Gowers | Catrine Bengtsson Maria Bengtsson     |
| Damendoppel  | Erma Sulistianingsih Rosiana Tendean | Gillian Clark Gillian Gowers | Lotte Olsen Gitte Paulsen             |
| Mixed        | Jan Paulsen Gillian Gowers           | Rudy Gunawan Rosiana Tendean | Jon Holst-Christensen Lotte Olsen     |
| Mixed        | Jan Paulsen Gillian Gowers           | Rudy Gunawan Rosiana Tendean | Bryan Blanshard Denyse Julien         |

## Finalergebnisse
| Disziplin    | Sieger                               | Finalist                     | Ergebnis          |
| ------------ | ------------------------------------ | ---------------------------- | ----------------- |
| Herreneinzel | Morten Frost                         | Steve Baddeley               | 15–6, 15–4        |
| Dameneinzel  | Helen Troke                          | Pernille Nedergaard          | 4–11, 11–8, 11–7  |
| Herrendoppel | Jan Paulsen Henrik Svarrer           | Max Gandrup Thomas Lund      | 15–12, 8–15, 15–9 |
| Damendoppel  | Erma Sulistianingsih Rosiana Tendean | Gillian Clark Gillian Gowers | 10–15, 15–2, 15–9 |
| Mixed        | Jan Paulsen Gillian Gowers           | Rudy Gunawan Rosiana Tendean | 18–16, 15–8       |

## Herreneinzel
- Morten Frost –  Patrik Andreasson: 15-7 / 15-2
- Cheah Soon Kit –  Chris Jogis: 15-9 / 10-15 / 15-9
- Andrei Antropow –  Anders Nielsen: 15-11 / 18-17
- Ib Frederiksen –  Guido Schänzler: 15-11 / 18-13
- Alan Budikusuma –  Yeung Yik Kei: 15-13 / 15-7
- Pierre Pelupessy –  Torben Carlsen: 15-1 / 15-12
- Jens Peter Nierhoff –  Bryan Blanshard: 15-5 / 15-8
- Nick Yates –  Jens Olsson: 18-15 / 8-15 / 15-6
- Wong Tat Meng –  Michael Kjeldsen: 15-9 / 14-17 / 15-7
- Sompol Kukasemkij –  Jörgen Tuvesson: 15-9 / 15-7
- Steve Butler –  Markus Keck: 15-3 / 15-7
- Poul-Erik Høyer Larsen –  Alex Meijer: 15-10 / 15-0
- Nils Skeby –  Vimal Kumar: 4-15 / 15-10 / 15-6
- Steve Baddeley –  Peter Axelsson: 7-15 / 18-15 / 15-1
- Pontus Jäntti –  Volker Renzelmann: 15-2 / 15-7
- Eddy Kurniawan –  Thomas Stuer-Lauridsen: 12-15 / 17-15 / 15-4
- Morten Frost –  Cheah Soon Kit: 15-5 / 15-2
- Andrei Antropow –  Ib Frederiksen: 15-12 / 4-15 / 15-10
- Alan Budikusuma –  Pierre Pelupessy: 15-10 / 15-10
- Jens Peter Nierhoff –  Nick Yates: 15-10 / 7-15 / 15-9
- Sompol Kukasemkij –  Wong Tat Meng: 15-6 / 15-6
- Poul-Erik Høyer Larsen –  Steve Butler: 15-10 / 15-8
- Steve Baddeley –  Nils Skeby: 15-4 / 15-4
- Pontus Jäntti –  Eddy Kurniawan: 15-11 / 13-15 / 17-15
- Morten Frost –  Andrei Antropow: 15-2 / 15-8
- Alan Budikusuma –  Jens Peter Nierhoff: 15-12 / 17-14
- Sompol Kukasemkij –  Poul-Erik Høyer Larsen: 15-11 / 17-15
- Steve Baddeley –  Pontus Jäntti: 15-7 / 15-4
- Morten Frost –  Alan Budikusuma: 15-5 / 15-4
- Steve Baddeley –  Sompol Kukasemkij: 15-12 / 15-8
- Morten Frost –  Steve Baddeley: 15-6 / 15-4

## Dameneinzel
- Fiona Elliott –  Monique Hoogland: 0-11 / 11-4 / 11-7
- Charlotte Hattens –  Catrine Bengtsson: 9-12 / 11-6 / 12-10
- Elena Rybkina –  Doris Piché: 7-11 / 11-4 / 11-2
- Kerstin Ubben –  Maaike de Boer: 5-11 / 11-6 / 11-5
- Charlotta Wihlborg –  Erica van den Heuvel: 11-6 / 11-6
- Helle Andersen –  Chan Man Wa: 11-7 / 4-11 / 11-5
- Astrid van der Knaap –  Heidi Bender: 11-8 / 11-2
- Denyse Julien –  Monica Halim: 11-9 / 11-1
- Sarwendah Kusumawardhani –  Fiona Elliott: 11-6 / 11-2
- Charlotte Hattens –  Christine Skropke: 11-5 / 11-5
- Pernille Nedergaard –  Elena Rybkina: 12-9 / 4-11 / 11-4
- Suzanne Louis-Lane –  Kerstin Ubben: 11-3 / 12-10
- Charlotta Wihlborg –  Katrin Schmidt: 12-10 / 11-3
- Helen Troke –  Helle Andersen: 11-7 / 11-4
- Astrid van der Knaap –  Julia Martynenko: 11-0 / 11-2
- Kirsten Larsen –  Denyse Julien: 11-5 / 11-7
- Sarwendah Kusumawardhani –  Charlotte Hattens: 7-11 / 11-8 / 11-2
- Pernille Nedergaard –  Suzanne Louis-Lane: 11-7 / 11-7
- Helen Troke –  Charlotta Wihlborg: 11-0 / 11-3
- Astrid van der Knaap –  Kirsten Larsen: 11-7 / 11-8
- Pernille Nedergaard –  Sarwendah Kusumawardhani: 11-3 / 5-11 / 11-3
- Helen Troke –  Astrid van der Knaap: 11-3 / 11-2
- Helen Troke –  Pernille Nedergaard: 4-11 / 11-8 / 11-7

## Herrendoppel
- Mark Christiansen /  Michael Kjeldsen –  Tse Bun /  Yeung Yik Kei: 15-9 / 15-0
- Steen Fladberg /  Jesper Knudsen –  Peter Axelsson /  Mikael Rosén: 15-10 / 15-8
- Max Gandrup /  Thomas Lund –  Mike Bitten /  Bryan Blanshard: 15-6 / 15-6
- Alex Meijer /  Pierre Pelupessy –  Patrik Andreasson /  Stellan Österberg: 17-14 / 15-11
- Cheah Soon Kit /  Ong Ewe Chye –  Michael Brown /  Andy Goode: 15-7 / 15-17 / 15-12
- David Humble /  Anil Kaul –  Andrei Antropow /  Nikolai Sujew: 15-6 / 8-15 / 15-6
- Jon Holst-Christensen /  Jens Peter Nierhoff –  Tan Kim Her /  Yap Kim Hock: 15-9 / 15-3
- Torben Carlsen /  Nils Skeby –  Chan Siu Kwong /  Ng Pak Kum: 15-3 / 15-10
- Mark Christiansen /  Michael Kjeldsen –  Rudy Gunawan /  Eddy Hartono: 15-3 / 12-15 / 15-5
- Steen Fladberg /  Jesper Knudsen –  Stefan Frey /  Robert Neumann: 15-8 / 15-10
- Max Gandrup /  Thomas Lund –  Rahman Sidek /  Soo Beng Kiang: 15-5 / 15-9
- Alex Meijer /  Pierre Pelupessy –  Nick Ponting /  Dave Wright: 15-10 / 15-3
- Cheah Soon Kit /  Ong Ewe Chye –  Volker Eiber /  Ralf Rausch: 15-8 / 15-8
- Jan Paulsen /  Henrik Svarrer –  David Humble /  Anil Kaul: 15-6 / 12-15 / 15-2
- Jon Holst-Christensen /  Jens Peter Nierhoff –  Andrew Fairhurst /  Chris Hunt: 15-5 / 15-5
- Jan-Eric Antonsson /  Pär-Gunnar Jönsson –  Torben Carlsen /  Nils Skeby: 5-15 / 15-9 / 15-5
- Steen Fladberg /  Jesper Knudsen –  Mark Christiansen /  Michael Kjeldsen: 5-15 / 15-4 / 15-11
- Max Gandrup /  Thomas Lund –  Alex Meijer /  Pierre Pelupessy: 15-3 / 15-5
- Jan Paulsen /  Henrik Svarrer –  Cheah Soon Kit /  Ong Ewe Chye: 11-15 / 15-4 / 15-9
- Jan-Eric Antonsson /  Pär-Gunnar Jönsson –  Jon Holst-Christensen /  Jens Peter Nierhoff: 18-17 / 15-10
- Max Gandrup /  Thomas Lund –  Steen Fladberg /  Jesper Knudsen: 15-4 / 15-6
- Jan Paulsen /  Henrik Svarrer –  Jan-Eric Antonsson /  Pär-Gunnar Jönsson: w.o.
- Jan Paulsen /  Henrik Svarrer –  Max Gandrup /  Thomas Lund: 15-12 / 8-15 / 15-9

## Damendoppel
- Johanne Falardeau /  Denyse Julien –  Cheryl Johnson /  Helen Troke: 15-12 / 15-7
- Catrine Bengtsson /  Maria Bengtsson –  Monica Halim /  Mira Sundari: 15-1 / 15-9
- Maaike de Boer /  Erica van den Heuvel –  Suzanne Louis-Lane /  Doris Piché: 15-4 / 15-2
- Natalja Ivanova /  Julia Martynenko –  Karin Ericsson /  Charlotta Wihlborg: w.o.
- Erma Sulistianingsih /  Rosiana Tendean –  Nicole Baldewein /  Kerstin Ubben: 15-11 / 15-8
- Johanne Falardeau /  Denyse Julien –  Kirsten Larsen /  Charlotte Hattens: 15-7 / 15-12
- Pernille Dupont /  Nettie Nielsen –  Monique Hoogland /  Astrid van der Knaap: 15-10 / 15-7
- Catrine Bengtsson /  Maria Bengtsson –  Cathrin Hoppe /  Andrea Krucinski: 15-10 / 15-3
- Lotte Olsen /  Gitte Paulsen –  Maaike de Boer /  Erica van den Heuvel: 9-15 / 15-13 / 15-10
- Amy Chan /  Chan Man Wa –  Heidi Bender /  Petra Dieris-Wierichs: 15-3 / 15-10
- Natalja Ivanova /  Julia Martynenko –  Andrea Findhammer /  Anne-Katrin Seid: 15-11 / 15-9
- Gillian Clark /  Gillian Gowers –  Katrin Schmidt /  Kirsten Schmieder: 15-4 / 15-11
- Erma Sulistianingsih /  Rosiana Tendean –  Johanne Falardeau /  Denyse Julien: 15-3 / 9-15 / 15-7
- Catrine Bengtsson /  Maria Bengtsson –  Pernille Dupont /  Nettie Nielsen: 16-18 / 15-9 / 15-9
- Lotte Olsen /  Gitte Paulsen –  Amy Chan /  Chan Man Wa: 18-13 / 18-15
- Gillian Clark /  Gillian Gowers –  Natalja Ivanova /  Julia Martynenko: 15-5 / 16-17 / 15-6
- Erma Sulistianingsih /  Rosiana Tendean –  Catrine Bengtsson /  Maria Bengtsson: 17-18 / 15-8 / 15-5
- Gillian Clark /  Gillian Gowers –  Lotte Olsen /  Gitte Paulsen: 15-13 / 10-15 / 15-9
- Erma Sulistianingsih /  Rosiana Tendean –  Gillian Clark /  Gillian Gowers: 10-15 / 15-2 / 15-9

## Mixed
- Jesper Knudsen /  Nettie Nielsen –  Nikolai Sujew /  Heidi Bender: 15-13 / 15-11
- Mike Bitten /  Doris Piché –  Nick Ponting /  Cheryl Johnson: 15-4 / 15-2
- Andy Goode /  Gillian Clark –  Chan Siu Kwong /  Amy Chan: 15-2 / 15-9
- Guido Schänzler /  Katrin Schmidt –  Jens Olsson /  Catrine Bengtsson: 8-15 / 15-11 / 15-12
- Anders Nielsen /  Fiona Elliott –  Volker Eiber /  Kerstin Weinbörner: 15-10 / 15-6
- Rudy Gunawan /  Rosiana Tendean –  Andrei Antropow /  Elena Rybkina: 15-7 / 15-9
- Bryan Blanshard /  Denyse Julien –  Henrik Svarrer /  Helle Andersen: 15-9 / 15-8
- Eddy Hartono /  Verawaty Fajrin –  Jesper Knudsen /  Nettie Nielsen: 15-11 / 15-9
- Jon Holst-Christensen /  Lotte Olsen –  Mike Bitten /  Doris Piché: 8-15 / 15-10 / 15-7
- Jan Paulsen /  Gillian Gowers –  Andy Goode /  Gillian Clark: 15-9 / 9-15 / 15-8
- Guido Schänzler /  Katrin Schmidt –  Steen Fladberg /  Gitte Paulsen: 6-15 / 15-3 / 15-3
- Anders Nielsen /  Fiona Elliott –  Robert Larsson /  Karin Ericsson: 15-12 / 15-6
- Rudy Gunawan /  Rosiana Tendean –  Thomas Lund /  Pernille Dupont: 15-11 / 9-15 / 15-9
- Bryan Blanshard /  Denyse Julien –  Alex Meijer /  Erica van den Heuvel: 15-17 / 15-9 / 15-6
- Max Gandrup /  Charlotta Wihlborg –  Jan-Eric Antonsson /  Maria Bengtsson: 7-15 / 15-12 / 15-8
- Jon Holst-Christensen /  Lotte Olsen –  Eddy Hartono /  Verawaty Fajrin: 18-17 / 15-11
- Rudy Gunawan /  Rosiana Tendean –  Anders Nielsen /  Fiona Elliott: 15-5 / 15-11
- Bryan Blanshard /  Denyse Julien –  Max Gandrup /  Charlotta Wihlborg: 15-5 / 15-5
- Jan Paulsen /  Gillian Gowers –  Guido Schänzler /  Katrin Schmidt: w.o.
- Jan Paulsen /  Gillian Gowers –  Jon Holst-Christensen /  Lotte Olsen: 15-11 / 9-15 / 15-5
- Rudy Gunawan /  Rosiana Tendean –  Bryan Blanshard /  Denyse Julien: 15-9 / 15-6
- Jan Paulsen /  Gillian Gowers –  Rudy Gunawan /  Rosiana Tendean: 18-16 / 15-8